# Oud-Kamerik
Oud-Kamerik is een buurtschap behorende tot de Nederlandse gemeente Woerden, in de provincie Utrecht. Het is gelegen tussen de Spengen en Woerdense Verlaat.
Wijken van Woerden: Bomen- en Bloemenkwartier · Molenvliet · Snel en Polanen · Schilderkwartier · Staatsliedenkwartier · Waterrijk

Dorpen: Harmelen · Kamerik · Kanis · De Meije · Zegveld

Buurtschappen: Barwoutswaarder · Bekenes · Breeveld · Breudijk · Cattenbroek · Geestdorp · Gerverscop · Harmelerwaard · Houtdijken · Kromwijk · Lagebroek · Mijzijde · Oud-Kamerik · Reijerscop · Rietveld · Teckop

Utrecht · Plaatsen in de provincie      Nederland · Provincies · Gemeenten